# ريغي براون (لاعب كرة قدم أمريكية أمريكي)
ريغي براون (بالإنجليزية: Reggie Brown)‏ هو لاعب كرة قدم أمريكية أمريكي، ولد في 28 سبتمبر 1974 في أوستن في الولايات المتحدة.

## وصلات خارجية
- ريغي براون على موقع مرجع كرة القدم المحترفة.كوم (الإنجليزية)